# La Crosse (Indiana)
Pour les articles homonymes, voir La Crosse.
La Crosse est une municipalité américaine située dans le comté de LaPorte en Indiana.
Lors du recensement de 2010, sa population est de 551 habitants. La municipalité s'étend alors sur une superficie de 0,53 mille carré (1,37 km2).
La Crosse est fondée en 1863. Son bureau de poste ouvre en 1866. Elle doit probablement son nom à sa situation à l'intersection de cinq lignes de chemin de fer. La Crosse acquiert le statut de municipalité en 1921.